# コルナーレ・エ・バスティーダ
コルナーレ・エ・バスティーダ（伊: Cornale e Bastida）は、イタリア共和国ロンバルディア州パヴィーア県にある、人口約900人の基礎自治体（コムーネ）。
コムーネ統廃合 (it:Fusione di comuni italiani) により、コルナーレとバスティーダ・デ・ドッシが合併して2014年2月4日に発足した。

## 地理

### 位置・広がり

#### 隣接コムーネ
隣接するコムーネは以下の通り。括弧内のALはアレッサンドリア県所属を示す。
- カゼイ・ジェローラ
- イーゾラ・サンタントーニオ (AL)
- メッツァーナ・ビーリ
- サンナッツァーロ・デ・ブルゴンディ
- シルヴァーノ・ピエトラ

### 気候分類・地震分類
気候分類では、zona E, 2619 GGに分類される。
また、イタリアの地震リスク階級 (it) では、zona 3 (sismicità bassa) に分類される
。

## 行政

### 分離集落
コルナーレ・エ・バスティーダには、以下の分離集落（フラツィオーネ）がある。
- Bastida de' Dossi, Cornale (sede comunale)